# Smilax anceps
Espèce
Classification phylogénétique
Synonymes
- Smilax herbacea Thunb. (1808)
- S. semiamplexicaulis Bojer (1837)
- S. kraussiana Meisn. (1845)
- S. morsaniana Kunth (1850)
- S. mossambicensis Garcke (1864)
- S. goudotiana DC. (1874)
- S. telfaireana DC. (1874)
- S. cynodon Cordem. (1895)

Smilax anceps est une espèce de plantes à fleurs de la famille des Smilacaceae. C'est une liane ou un buisson vigoureux, l'une des quelque 278 espèces du genre Smilax. L'espèce est répandue en Afrique tropicale, en Afrique australe, à la Réunion, à Maurice, aux Comores et à Madagascar. À la Réunion elle est connue sous les noms vernaculaires de Croc de chien ou d'Esquine. À l’Île Maurice on la désigne sous le nom de Salsepareille.
Son nom spécifique « anceps » signifie en latin « dangereux », une mise en garde contre ses épines en forme de crochets. Tarundia cinctipennis Stål, 1862, un insecte hémiptère, est associé à cette plante.

## Description
Les tiges sont dures et fibreuses atteignant 5 m de long, armées de nombreuses épines crochues et de paires de vrilles enroulées à la base des pétioles des feuilles. Les feuilles sont entières, alternes, ovales à elliptiques à légèrement circulaires, de 4 à 14 cm de long, avec une texture coriace. Les pétioles sont 0,5-2,5 cm de long, épaissi et canalisé au-dessus. Les inflorescences sont des ombelles axillaires globuleuses à nombreuses fleurs, avec des pédoncules d'environ 3 cm de long et 2 bractées ovales vers le milieu, et environ 5 mm de long. Les fleurs de la même inflorescence sont unisexuées, avec des segments de périanthe de  3 à 5 mm de long, recourbé, blanc verdâtre, jaunâtre ou brunâtre. Le fruit est une baie globuleuse ayant entre 8 et 10 mm de diamètre, virant du rouge au violacé au noir à maturité, légèrement sucré et acidulé,,.
Cette espèce a été décrite et publiée pour la première fois en 1806 par Carl Ludwig von Willdenow, le premier phytogéographe allemand dans " Species Plantarum " Editio Quarto 4 : 782.

## Galerie

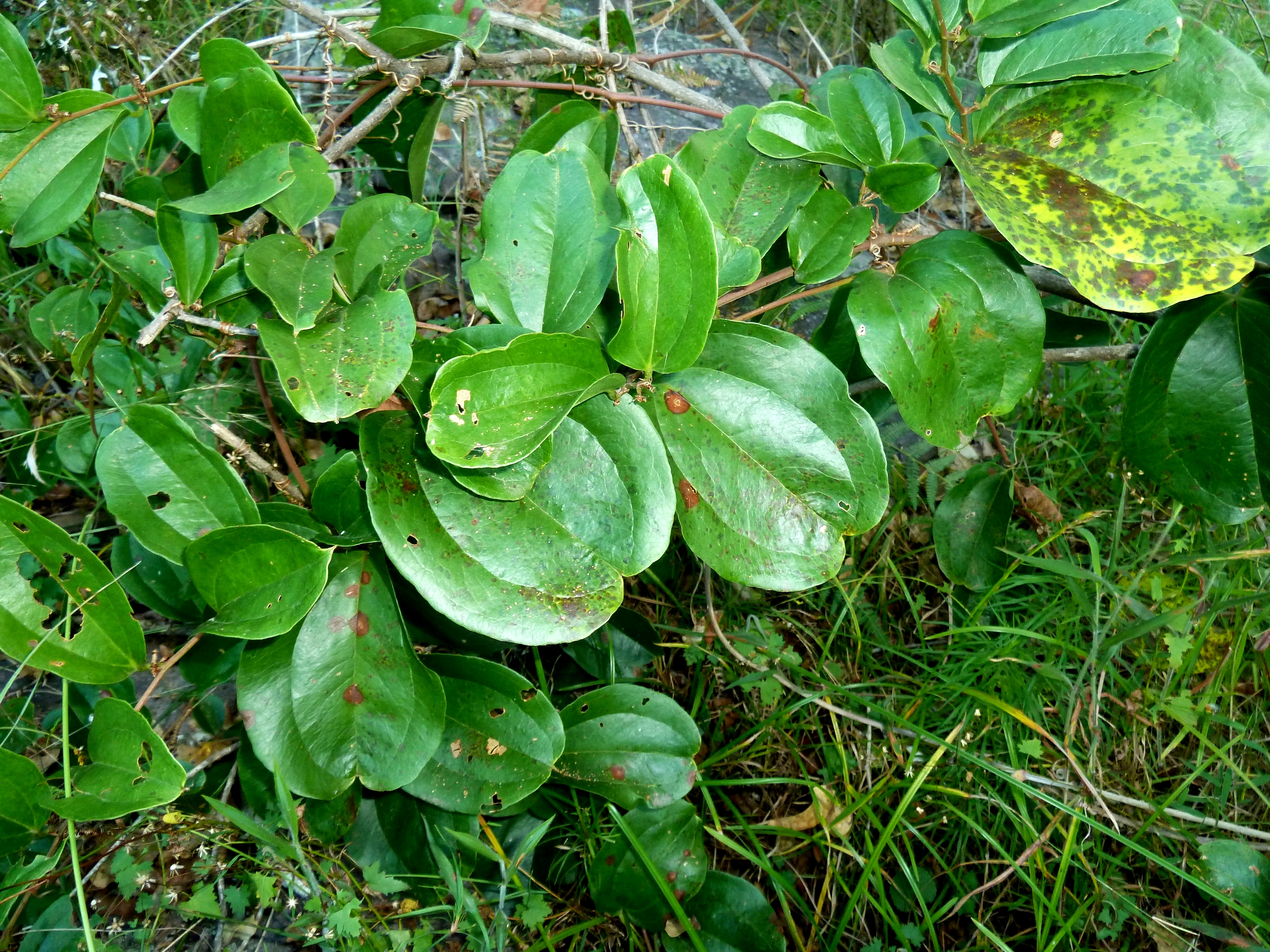
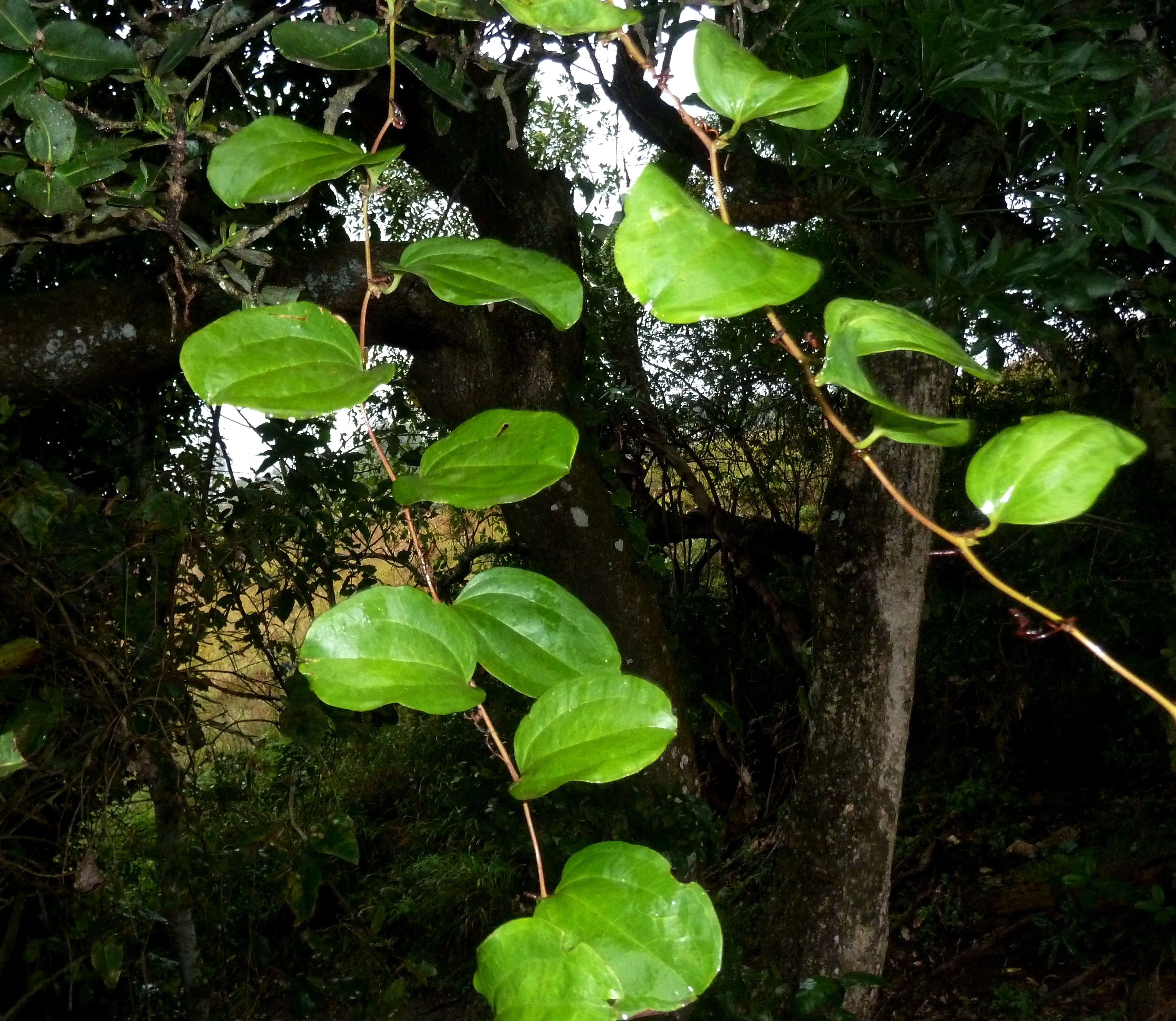
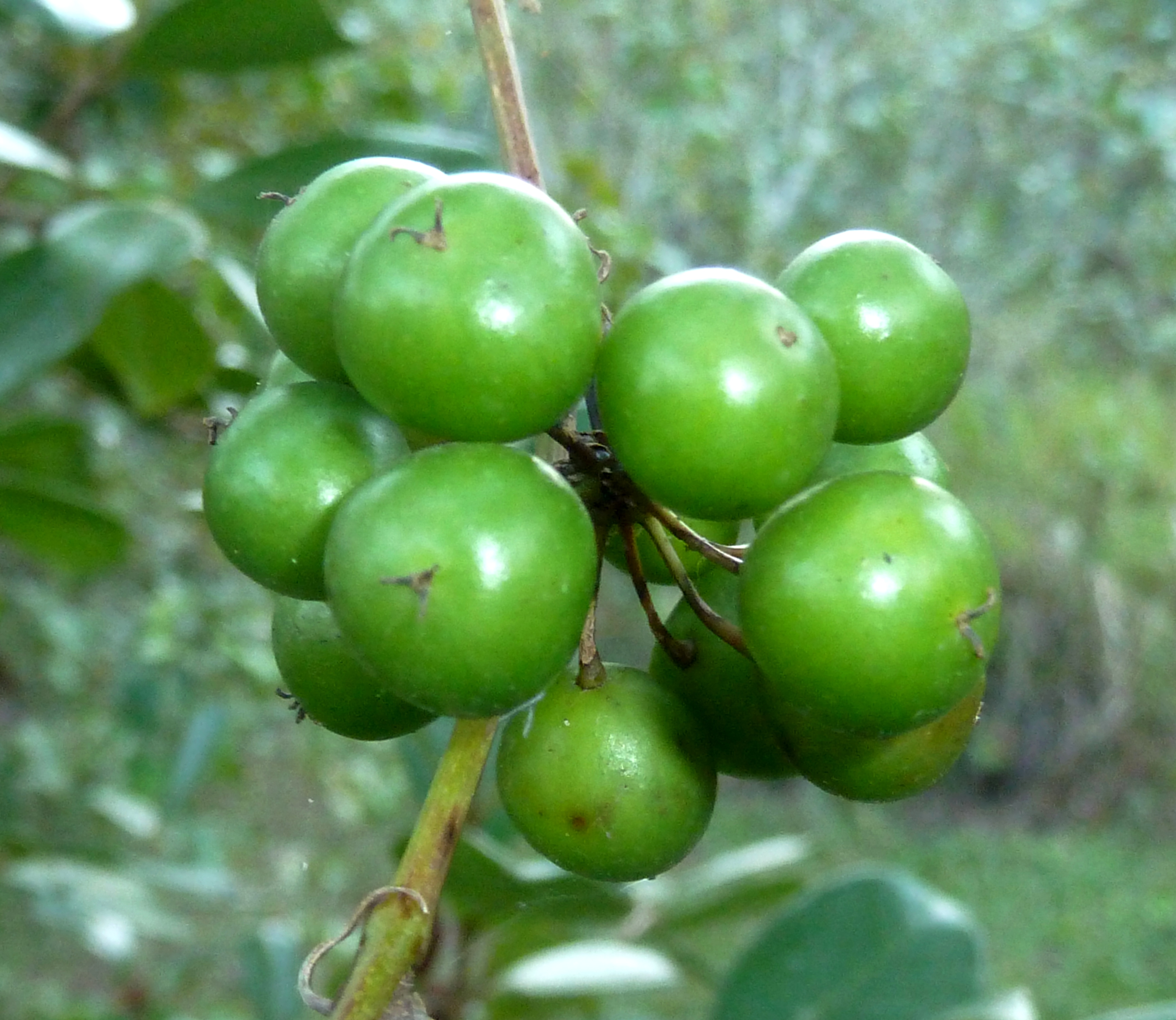
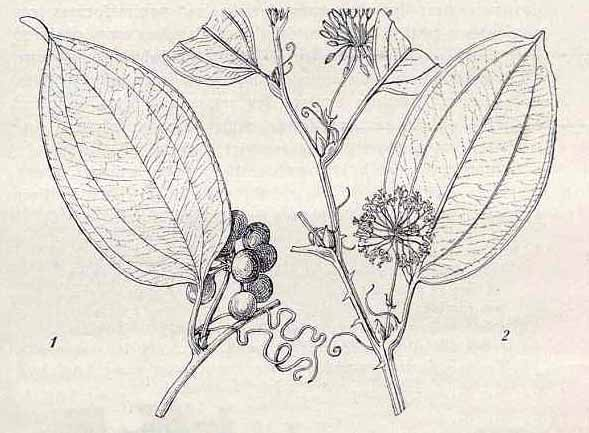